# Jean-Baptiste Tuby

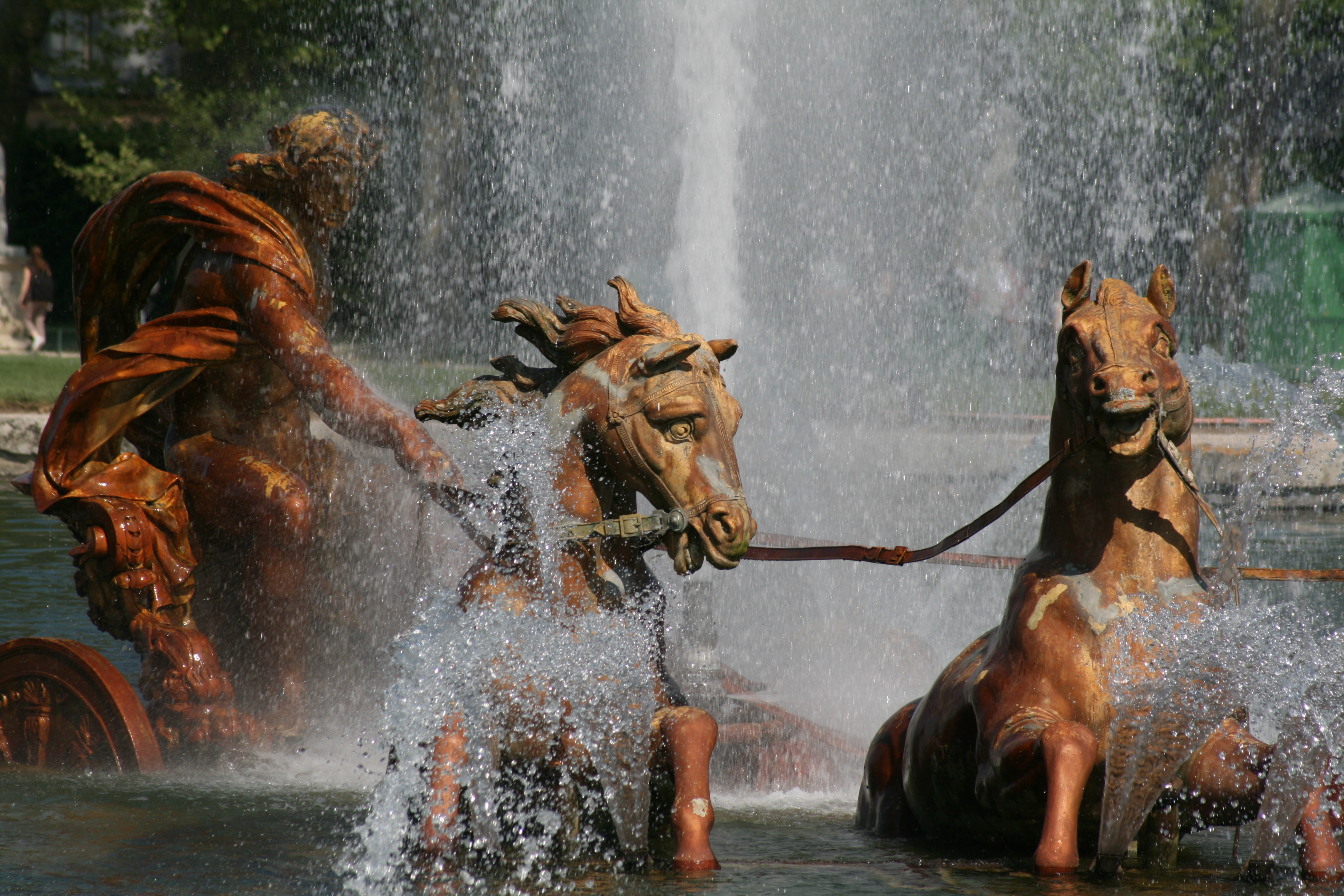
De fontein van Apollo, Tuinen van Versailles in 2011.

Jean-Baptiste Tuby (Rome, 1635 – Parijs, 9 augustus 1700) was een Franse beeldhouwer van Italiaanse komaf. 

## Bassin van Appolo
De monumentale Fontein van Apollo in Versailles, wordt beschouwd als zijn meesterwerk. De loden groep bestaat uit 13 vergulde beelden, met een centraal beeld van de Zonnegod, dat ruim 6,5 ton weegt. Het geheel werd in 2024 opnieuw verguld en gerestaureerd. 

## Later leven
Tuby vestigde zich in 1660 in Parijs, alwaar hij leerling werd van Charles Le Brun. Voor Jean-Baptiste Colbert maakte hij een beeld voor het Parc de Sceaux. Dit beeld staat tegenwoordig in de Jardin du Luxembourg. In 1672 kreeg hij het Franse staatsburgerschap.
- Bibliothèque nationale de France: cb14964169q (data)
- Gemeinsame Normdatei: 133903060
- International Standard Name Identifier: 0000 0000 6663 4656
- KulturNav: 3ae9c37d-faf1-41bc-9d46-6a3ef1a7709c
- Library of Congress Control Number: no2011135029
- RKD-Nederlands Instituut voor Kunstgeschiedenis: 78372
- SNAC: w60s3071
- Système universitaire de documentation: 181701936
- Union List of Artist Names: 500000922
- Virtual International Authority File: 64277477
- WorldCat: E39PBJht9GGFTRDXWXFtwrDg8C